# Karel Černý (labdarúgó)
Karel Černý (1910. február 1. – ?) csehszlovák válogatott cseh labdarúgó, hátvéd.

## Pályafutása

### Klubcsapatban
1932–33-ban az SK Plzeň labdarúgója volt. 1933 és 1937 között az SK Židenice csapatában szerepelt, ahol egy bajnokibronzérmet szerzett az együttessel (1934–35). 1937 és 1942 között a Slavia Praha játékosa volt és három bajnok címet nyert a csapattal (1939–40, 1940–41, 1941–42). 1942 és 1944 között az SK Nusle együttesében szerepelt.

### A válogatottban
Tagja volt az 1938-as franciaországi világbajnokságon részt vevő csapatnak, de sem a tornán, sem később a válogatottban nem lépett pályára.

## Sikerei, díjai
Slavia Praha
- Csehszlovák bajnokság[3]
  - bajnok: 1939–40, 1940–41, 1941–42
  - 2.: 1937–38

 SK Židenice
- Csehszlovák bajnokság
  - 3.: 1934–35